# Aventura gràfica
Els videojocs d'aventures o comunament aventures gràfiques són un tipus de programari d'entreteniment i videojocs, caracteritzats per la investigació, l'exploració, la solució de trencaclosques, la interacció amb personatges del videojoc i un enfocament en relat en comptes de desafiaments basats en reflexos. És important observar que aquest terme no té relació amb les pel·lícules d'aventures i les novel·les d'aventures; i no és indicatiu del tema o del subjecte que tracta. La gran majoria dels videojocs d'aventura són jocs d'ordinador, tot i que els videojocs d'aventura basats en videoconsola són igualment freqüents. A diferència de molts altres gèneres de videojocs, l'enfocament en una història dels gèneres d'aventura permet en gran manera agafar coses d'altres mitjans basats en narrativa, com la literatura i les pel·lícules. Els videojocs d'aventura abasten una ampla varietat de gèneres literaris, incloent-hi la fantasia, ciència-ficció, misteri, horror i la comèdia. Alguns dels més coneguts són Monkey Island, Indiana Jones and the Fate of Atlantis, Grim Fandango, The day of the tentacle, The Longest Journey, Sam & Max Hit the Road, Maniac Mansion, The Dig, Syberia, Myst o Broken Sword entre d'altres. Si bé molts dels títols més lloats tenen més de deu anys, la immersió en la història i la complexitat del joc fan que la qualitat gràfica (comparada amb l'actual) no sigui un desavantatge a l'hora de ser jugats per nous fans del gènere. La postura reflexiva requerida per aquests jocs dificulten gairebé del tot les possibilitats multijugador, tot i això estan oberts a deixar que més d'una ment a la vegada intenti resoldre'ls. Gairebé tots els videojocs d'aventura estan dissenyats per a un sol jugador, atès que hi ha una forta èmfasi en la història i el personatge es fa difícil el disseny de múltiples jugadors.
El gènere d'aventures era absolutament popular a finals de la dècada de 1980 i a principis de la dècada de 1990, i molts consideraven que estava entre els gèneres més avançats tècnicament. Mentre que pocs desenvolupadors continuen produint videojocs d'aventura, encara hi ha alguns que es publiquen, i el gènere del videojoc d'aventura ha transferit alguns elements a altres gèneres. Els videojocs que fusionen elements d'aventura amb elements de videojocs d'acció de vegades directament com a videojocs d'aventures (un exemple popular és la sèrie de la The Legend of Zelda de Nintendo). Els puristes dels videojocs d'aventura consideren això com incorrecte i anomenen aquests híbrids videojocs d'acció i aventura. A Europa, els videojocs que fusionen elements d'acció i aventura són anomenats videojocs de "aventura arcade". El terme "videojoc d'aventura" es fa servir amb el mateix significat a l'Amèrica del Nord, Europa, i el Japó, i es considera com un gènere pur en totes les regions.

## Història

### Colossal Cave Adventure

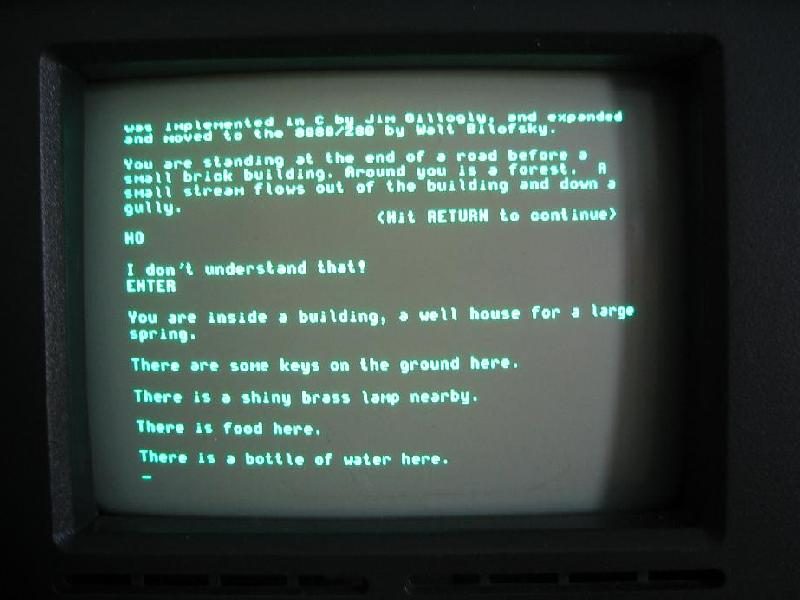
ADVENT funcionant en un ordinador Osborne 1 aproximadament al 1982.

A principis de la dècada de 1970, el programador, explorador de cavernes i jugador de rol William Crowther va desenvolupar un programa anomenat Colossal Cave Adventure (Aventura de la Cova Colossal). Crowther era un treballador en el Bolt, Beranek i Newman (BB&N), una empresa de Boston que involucrada en els encaminadors de ARPANET. Crowther va usar el PDP-10 del BBN per a crear el videojoc. El videojoc usava una interfície de text per a crear una aventura interactiva a través d'un espectacular sistema subterrani de coves. El treball de Crowther va ser posteriorment modificat i ampliat pel programador Don Woods, i el Colossal Cave Adventure va arribar a ser extremadament popular entre els primers entusiastes dels ordinadors, distribuint-se a través de la nova ARPANET pels anys 1970.
La combinació única, de les realistes descripcions de la cova fetes per Crowther, i l'addició d'elements fantàstics per part de Wood, van ser immensament atractives, i van definir el gènere del videojoc d'aventura per dècades. Les espases, paraules màgiques, trencaclosques que implicaven objectes, i grans regnes subterranis, tots es converteixen en els elements principals del gènere d'aventura de text.
La "aventura de butaca" aviat es va espargir més enllà dels campus de les universitats a mesura que el moviment dels microordinadors prenien força. Nombroses còpies no autoritzades o imitacions i versions del Colossal Cave Adventure, que progressivament va ser conegut simplement com a Adventure, van ser fetes a casa per aficionats, i van aparèixer entre finals dels anys 1970 i principis de la dècada de 1980.

### Scott Adams
Un dels molts aficionats de la Colossal Cave va ser el programador Scott Adams. Sobre la seva primera introducció a l'Adventure, Adams va passar gairebé deu dies jugant al videojoc abans d'arribar a l'estatus de Gran Mestre. Una vegada completat el videojoc, Adams va començar a preguntar-se com un videojoc com el Colossal Cave Adventure podia ser desenvolupat en un ordinador personal com el seu TRS-80. El principal obstacle era que els ordinadors personals com el TRS-80 no tenien suficient memòria RAM per fer funcionar un videojoc gran com l'Adventure. No obstant això, a l'Adams se li va ocórrer la idea que un videojoc d'aventura executable es podia dividir en codi escrit en un llenguatge d'alt nivell i un intèrpret, com el mode que el BASIC era sovint implementat. A més, una vegada fos desenvolupat un intèrpret, Adams es va adonar que podia ser reusat per a desenvolupar altres videojocs d'aventura. (per a més informació: Details of Adams's early work).
El 1978, Adams va crear l'Adventure International i va produir dotze videojocs d'aventura abans que l'empresa hagués de tancar el 1985. Els seus primers videojocs van ser basats en text i escrits en BASIC, però durant el seu tercer videojoc, Mission Impossible (missió impossible), Adams va començar a programar en llenguatge ensamblador per a millorar la velocitat del seu programari.

### Progrés gràfic
El gran avanç que va seguir immediatament va ser la introducció d'imatges. Amb l'ús del llenguatge de màquina permetent programes més petits, i la memòria de l'ordinador augmentant, va arribar si pot ser usar el potencial gràfic d'un ordinador com l'Apple II i algunes empreses aviat es van canviar de produir aventures basades en pur text a aventures amb gràfics.
Aviat els dolents gràfics vectorials bàsics van donar lloc a imatges més estètiques dibuixats per artistes professionals. Els exemples inclouen:
- Return of Heracles per Stuart Smith (1982) (que va retratar fidelment la mitologia grega)
- Sherwood Forest (1982),
- Masquerade de Dale Johnson (1983),
- Transylvania d'Antonio Antiochia (1982, rellançat el 1984)
- Després de Heracles, Stuart Smith va continuar amb l'Adventure Construction Set (1985), un dels primers èxits d'Electronic Arts. L'aventura completa que va venir amb el programari, Rivers of Light, va ser basada en la llegenda de Guilgameix.

La introducció d'aquests gràfics de mapa de bits d'alta qualitat va requerir una capacitat d'emmagatzematge més substancial, pel que molts videojocs d'aventura necessitaven diversos disquets d'instal·lació, la qual cosa seguiria fins que el CD-ROM va fer la seva aparició.

### Infocom
El 1977, dos amics Dave Lebling i Marc Blank, que eren estudiants en el Laboratori per a la Ciència de la Computació de l'Institut Tecnològic de Massachusetts, van descobrir el videojoc Colossal Cave Adventure de Crowther i Woods. Després d'acabar el videojoc d'aventura, ells es van reunir amb Tim Anderson i Bruce Daniels i van començar a desenvolupar un videojoc similar. La seva primera producció, Zork, també va començar en un miniordinador PDP-10 i ràpidament es va espargir a través d'ARPANET. El seu èxit va ser immediat, i el videojoc, que arribaria a la grandària d'un megaoctet, enorme per a aquest temps, no seria actualitzat fins al 1981.
En la graduació, els estudiants van decidir romandre junts i crear a una empresa. Tim Anderson, Joel Berez, Marc Blank, Mike Broos, Scott Cutler, Stu Galley, Dave Lebling, J. C. R. Licklider, Chris Reeve, i Albert Vezza van crear Infocom el 22 de juny de 1979. La idea de distribuir Zork molt aviat els va venir a la ment, però el videojoc era massa gran ser portat als microordinadors d'aquest temps: l'Apple II i el TRS-80, els objectius potencials, cadascun tenia solament 16 KB de memòria RAM. Van solucionar aquest problema dividint el videojoc en tres episodis.
Van escriure un llenguatge de programació especial anomenat Zork Implementation Language (ZIL), que podia funcionar en qualsevol ordinador usant un emulador, la Màquina-Z, com un intermediari.
El novembre de 1980 el nou Zork I: The Great Underground Empire (El Gran Imperi Subterrani) va ser fet disponible pel PDP-11. Un mes després, va ser llançat pel TRS-80, amb més de 1.500 còpies venudes entre aquesta data i setembre de 1981. Aquest mateix any, Bruce Daniels va concloure la versió per a l'Apple II i més de 6.000 còpies addicionals van ser venudes. Zork I arribaria vendre sobre el milió de còpies.
Douglas Adams va produir dos videojocs amb Infocom, el primer basat en la popular sèrie The Hitchhiker's Guide to the Galaxy i un videojoc d'aventura menys conegut anomenat Bureaucracy després del seu intent d'anar en vacances.
L'empresa va continuar desenvolupant els videojocs d'aventura de text fins i tot mentre obria un departament per al desenvolupament de programari professional, un departament que mai va ser econòmicament profitós. Els videojocs d'alta qualitat, històries massives i intel·ligents, analitzadors de sintaxi, i documentació meticulosa com a parts integrals del videojoc, van tenir èxit en tots els gèneres. No obstant això, amb el poder dels micrordinadors augmentant i la demanda de gràfics, que van rebutjar incloure en els seus videojocs, Infocom va veure com les vendes van declinar, i el 1989 s'havien contret a 10 treballadors, comparat a 100 treballadors al principi, i els videojocs desenvolupats després de 1989 no tenien connexió amb l'equip original.

### Sierra

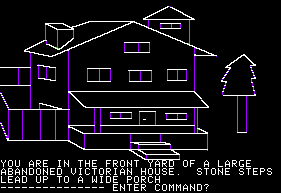
El Mystery House (La Casa Misteriosa) per al Apple II va ser el primer videojoc d'aventura a usar gràfics en l'era dels primers ordinadors casolans.

A finals de la dècada de 1970, Ken Williams va intentar iniciar una empresa per a programari empresarial per a l'ordinador dominant del mercat, l'Apple II. Un dia, va dur un terminal de teletip a la seva residència per a treballar en el desenvolupament d'un programa de comptabilitat. Mirant per un catàleg, va veure el programa anomenat Colossal Cave Adventure. Ell i la seva esposa Roberta hi van jugar completament i a causa de la seva trobada amb el videojoc de Crowther hi hauria una forta influència en la història dels videojocs.
Havent finalitzat la Colossal Cave Adventure, van començar a buscar quelcom similar, però van trobar que el mercat no s'havia desenvolupat. A Roberta Williams li agradava molt el concepte d'una aventura de text, però va pensar que el jugador tindria una experiència més satisfactòria amb un joc que incorporés imatges i per això va començar a pensar en el seu propi videojoc. Així, ella va concebre Mystery House (La Casa Misteriosa), el primer videojoc gràfic d'aventura, una història detectivesca inspirada en la novel·la Els deu negrets d'Agatha Christie.
Ken va passar algunes nits desenvolupant el videojoc en el seu Apple II, i al final van fer paquets amb bosses ziploc contenint el disc de 5¼ polzades del videojoc i un paper fotocopiat descrivint el videojoc. Ells el van vendre per mitjà d'una botiga local de programari i per a la seva gran sorpresa, Mystery House va ser un gran èxit. Encara que Ken va creure que el mercat del videojoc seria de menor creixement que el mercat professional del programari, ell persebrar amb els videojocs. Així, el 1980, els Williams van fundar Ob-Line Systems que, el 1982, es convertiria en Sierra On-line. Va ser una important empresa en el mercat dels videojocs dels anys 1980.
Fins a aquest punt, els videojocs d'aventura eren en primera persona, les imatges presentaven l'escena com a vista a través dels ulls del jugador. IBM va demanar a Sierra que produís un joc que demostrés les capacitats gràfiques dels seus nous IBM PCjr respecte els models que suportaven targetes CGA, i la companyia dels Williams introduiria una nova característica en la sèrie de King's Quest: un videojoc en tercera persona. Prenent avantatge de les tècniques desenvolupades en videojocs d'acció que havien progressat en paral·lel, Ken va introduir un caràcter animat que representava al jugador en el videojoc i que el jugador controlava, interaccionant amb l'escenari. Amb 3D Animated Adventures, va néixer un nou estàndard, i gairebé tota la indústria s'hi va tancar. Les comandes encara eren amb teclat i analitzats per un intèrpret de sintaxi, com amb els videojocs d'aventura de text.
Immediatament després, Sierra tenia corrent múltiples sèries d'èxit de videojocs d'aventura, incloent-hi King's Quest, Police Quest, Space Quest, Leisure Suit Larry, i Hero's Quest (Quest for Glory), amb cadascun contenint nombrosos videojocs. Alguns anys després que aquestes sagues haguessin començat, els gràfics clàssics sobre el cursor de comandes van ser reemplaçats completament pel videojoc tipus "apunta i clic" i els gràfics VGA. Altres sagues importants s'inclouen Phantasmagoria i Shivers. L'última i més críticament aclamada sèrie de Sierra va ser Gabriel Knight, que va començar el 1993 i va acabar amb l'últim videojoc d'aventura de Sierra el 1999.
Sierra desenvoluparia nous videojocs i empenyeria els límits del joc d'aventura fins a la seva compra per Cendant el 1998. Llavors el 1998, Cendant va vendre tota la seva branca interactiva de programari per mil milions de dòlars a Havas interactive, una empresa subsidiària de Vivendi Universal.
Sierra va perseguir tecnologies per als seus jocs (com fons dibuixats a mà, animació rotoscòpica, i vídeo en joc) que eren més avançades que la majoria dels altres gèneres dels de llavors. No obstant això, el llançament de la PlayStation de Sony va marcar el final de l'era del joc d'aventura, car el 3D va esdevenir el format gràfic dominant, la major part del mercat dels jocs d'aventura 2D va començar a acabar.
A través de la seva implicació de gairebé 20 anys amb el negoci del joc d'aventura, Sierra va emprar a diversos importants dissenyadors de jocs, incloent-hi Roberta Williams, Jane Jensen, Al Lowe, Scott Murphy, Jeff Tunnell, i Lori Ann, i Corey Cole.

### LucasArts
El 1987, quan ningú semblava capaç de superar el poder de Sierra, un programador anomenat Ron Gilbert, que treballava per a l'empresa Lucasfilm Games - que des de llavors va esdevenir LucasArts - van crear el sistema d'escriptura-script SCUMM, que usava una interfície de "apunta i clica" semblants als jocs MacVenture de ICOM Simulations introduïts per primera vegada el 1985. En comptes d'haver de mecanografiar una comanda per l'analitzador de sintaxi, aquest sistema era controlat per mitjà d'icones de text. Per a interaccionar amb el seu ambient, el jugador feia clic en una ordre, en una icona que representava un objecte en el seu inventari, o en una part de la imatge. Aquest acostament primer va ser usat per LucasArts pel joc Maniac Mansion per a un gran efecte.
LucasArts vindria a diferenciar-se del seu principal competidor, el gegant Sierra, en repensar certs conceptes del joc d'aventura per a millorar la facilitat de joc. Va desaparèixer la possibilitat de morir durant el curs del joc i tot va ser fet per a assegurar-se que el jugador mai estigués completament paralitzat. Finalment, LucasArts va abandonar el sistema de punts que indicaven el progrés del jugador en l'aventura. Aquestes innovacions van ser considerades immediatament per la competència, especialment Sierra.
No obstant això, els intents de Gilbert, Maniac Mansion i Zak McKracken and the Alien Mindbenders, eren en 16 colors, (encara que la versió de FM Towns de Zak era de 256 colors), i el motor de "apuntar i clicar" encara tenia vestigis de l'analitzador de sintaxi, ja que en el joc, el jugador encara havia de construir oracions fent clic sobre paraules combinades amb objectes. Va ser The Secret of Monkey Island el qual finalment va fer un treball complet, amb 256 colors, un motor més modern de "apuntar i clicar", un sistema de diàleg amb respostes opcionals, trencaclosques solucionats amb els objectes, gràfics originals, música ambiental, i un sentit de l'humor característic. Sobretot, el script va ser escrit com per a una pel·lícula (que es podria fer a casa) i el diàleg i l'inventari van servir a les necessitats de l'script. El llançament el 1993 de Day of the Tentacle, un èxit notable, va començar una línia de jocs a l'estil d'historietes, incloent-hi el molt influent Sam & Max Hit the Road així com l'aclamat Full Throttle, que també va anunciar el principi del final de l'Edat d'Or dels jocs d'aventura.
Steven Spielberg va col·laborar amb LucasArts en la creació The Dig - un joc d'aventura de ciència-ficció que el director havia imaginat convertir-se en una pel·lícula.
Prenent avantatge dels avanços en els jocs d'acció i integrant un motor similar als dels jocs d'acció en primera persona, el 1998 l'empresa va fer un nou gir amb el joc Grim Fandango, on va abandonar l'estil d'historieta i el seu ambient de scripting SCUMM per un nou sistema de joc 3D anomenat GrimE.

### Videojocs d'aventures en 3D i en primera persona
A principis de la dècada de 1990, alguns fabricants independents de videojocs d'aventura van començar a prendre avantatges de les millors capacitats d'emmagatzemament dels CD-ROM, per crear videojocs amb gràfics tridimensionals prerenderitzats. Aquests eren generalment en primera persona, a diferència dels videojocs en tercera persona creats per Sierra i LucasArts, i més fotorealístics que videojocs amb gràfics bidimensionals. Això els va donar una major èmfasi en submergir al jugador a l'ambient virtual. Els primers exemples d'aquest tipus de videojoc d'aventura inclouen The Journeyman Project i Myst, ambdós llançats el 1993. A mesura que el maquinari de l'ordinador va arribar a ser més poderós, després eren possibles videojocs d'aventura que contenien gràfics tridimensionals renderitzats en temps real, donant al jugador més llibertat de moviment.
Myst, en particular, va ser un videojoc altament atípic per aquell moment. Va tenir molt d'èxit i, per tant, va tenir una profunda influència en molts videojocs d'aventures que van vindre després. Myst i jocs semblants tenen poca interacció personal o d'objectes, i una major èmfasi en l'exploració, i en trencaclosques científics i mecànics. Part de l'èxit del joc va ser perquè no semblava estar dirigits a una audiència masculina adolescent, sinó que pel contrari a una audiència adulta principal. Per molts anys, Myst van mantenir el rècord en vendes de videojocs d'ordinador de tots els temps (es van vendre uns nou milions de còpies en totes les plataformes), un èxit que no es va superar fins al llançament de The Sims el 2000.
Hi ha un debat entre jugadors d'aventures sobre si el Myst i videojocs semblants de trencaclosques han de ser considerats d'alguna manera diferent de com a part del gènere d'aventures, ja que el seu enfocament en solucionar trencaclosques abstractes i l'exploració en comptes de la interacció i desenvolupament amb personatges els fixa a part del que va caracteritzar prèviament als videojocs d'aventures.
Avui en dia, la majoria dels videojocs d'aventures tenen gràfics tridimensionals. Alguns, com la sèrie Journeyman Project, tenen trencaclosques més pràctics i més interacció d'objectes. Altres, com els creats per LucasArts i Telltale Games, encara són en tercera persona, amb un estil més cap a la historieta.

## Tipus de videojocs d'aventures
Depenent del criteri hi ha molts tipus de videojocs d'aventures. Els videojocs d'aventures varien en el seu tema, interfície, ajust o història. No es pot fer una classificació estrictament definida, ja que alguns jocs poden pertànyer a dos o més dels "gèneres" anomenats a continuació.

### Basat en text
Els primers videojocs d'aventures a aparèixer eren les aventures de text (posteriorment anomenades aventures conversacionals), que típicament usaven un analitzador sintàctic verb-nom per interaccionar amb l'usuari. Es van desenvolupar, els primers títols en Mainframes com el Hunt the Wumpus de Gregory Yob i l'Adventure de Crowther i Woods, en videojocs comercials que podien funcionar en els ordinadors personals, com la molt popular saga Zork d'Infocom. En anys recents, una comunitat vibrant i creativa d'autors d'aventures conversacionals ha prosperat a Internet.
Algunes empreses que eren importants en el naixement dels videojocs d'aventures de text van ser Adventure International, Infocom, Level 9 Computing, Magnetic Scrolls i Melbourne House, però Infocom va ser la més coneguda.

### Aventura gràfica
Els videojocs gràfics d'aventures van ser introduïts per una nova empresa anomenada On-Line Systems, que posteriorment es va canivar el nom per Sierra On-Line. Després del rudimentari Mystery House (1980) es van establir amb l'aventura completa King's Quest (1984), apareixent en diversos sistemes, i tenint posteriors èxits amb una bona varietat d'importants títols.
Als anys 1980, un nombre de videojocs van ser llançats en formats d'ordinador personal de 8 bits, que van avançar en l'estil de les aventures de text originat amb videojocs com Colossal Cave Adventure i, en una manera semblant a Sierra, afegint a un programa d'anàlisi de sintaxi o un sistema d'entrada semblant a les aventures tradicionals, personatges mobibles (sovint controlables directament). Exemples d'això són Heavy on the Magick de Gargoyle Games (1986) que tenia un sistema d'entrada de text amb una pantalla de visualització animada, i els posteriors videojocs Magic Knight com Spellbound (1985) que usava un sistema de menú-finestra per permetre entrada a l'estil de l'aventura de text.
El 1984 una nova classe de videojocs d'aventures va aparèixer seguint el llançament de l'Apple Macintosh amb la seva interfície de "apuntar i clicar". El primer va ser l'innovador, però relativament desconegut, Enchanted Scepters al mateix any, llavors el 1985, ICOM Simulations va llançar el Déjà vu que va prohibir totalment el programa d'anàlisi de text i tenia una interfície de "apunta i clica". El 1987 es va llançar la coneguda continuació Shadowgate, i LucasArts també va entrar al camp amb Maniac Mansion - una aventura de "apunta i clica" que va guanyar un fort seguiment. Un exemple excel·lent del treball de LucasArts és la saga de Monkey Island.

### Com a videojoc de rol
Els videojocs d'aventures són semblants als videojocs de rol (RPG), excepte que el joc està més enfocat en la resolució de problemes que en combats i estadístiques. En general, els videojocs que impliquen el maneig de les característiques i estadístiques del jugador són considerats RPG, mentre que els que se centren només en trencaclosques i narrativa són considerats part de la categoria de l'Aventura. No obstant això, s'ha de notar que aquesta distinció és extremadament fluixa, i molts videojocs estan en una línia borrosa entre les dues categories. En particular, l'estatus com a membre d'una categoria, del que algunes vegades es diu videojoc d'aventura i acció, en gran part està sense dubte amb els puristes dels videojocs d'aventures (i en un grau menor, amb els puristes de videojocs d'acció), etiquetant els jocs d'aventura i d'acció como ni pertanyent als gèneres d'acció ni d'aventura en lloc d'ambdós.
Alguns jocs d'aventures confien igualment en els elements comuns d'aventures, però també en la "construcció de personatges" del RPG. El personatge(s) principal normalment té certa mesura per punts anomenat "Hit point" i una carta d'habilitats. Alguns trencaclosques necessiten una quantitat mínima d'habilitats per poder ser solucionats (com Trepar sobre 5, per poder pujar a un arbre i obtenir un anell perdut) així que el jugador pot tenir un personatge sobre un altre per solucionar-ho, o passi el temps construint les habilitats del primer personatge. Com en el RPG, els videojocs impliquen batalles, i el resultat depèn de les habilitats i la salut del seu personatge (i en els reflexos del jugador en el cas del combat en temps real). Tanmateix, aquests tipus de videojocs no pertanyen la "Aventura i acció" de més amunt. Exemples típics s'inclouen Quest for Glory i Beyond Zork.

### Aventures de trencaclosques
Pertanyen a aquest gènere els jocs d'Aventura que no depenen de l'obtenció d'articles, el seu ús, i interacció del personatge. Aquest tipus d'aventura emfatitza l'exploració, la lectura de bitàcores, i desxifrar l'ús apropiat de mecanismes complexos, sovint assemblant-se sovint a les màquines de Rube Goldberg.
La trama d'aquests jocs és generalment obscura, i confia en la interpretació del jugador de l'ajustament i de l'escenari, i la informació de les bitàcores per a poder entendre el panorama de fons. Gairebé tots aquests jocs són jugats en la perspectiva d'una primera persona, amb el jugador "movent-se" entre imatges 3D immòbils prerenderizadas, de vegades combinades amb animacions curtes o vídeo. Exemples típics inclouen: Schizm, Atlantis: The Lost Tals, Riddle of the Sphinx i Myst, que va ser el pioner en aquest estil de joc.

### Videojoc d'aventures japonès
La branca japonesa dels jocs d'aventura, entre molts altres termes, inclou el gènere conegut com les novel·les visuals i per més d'una dècada ha estat un element important en les vendes de programari de PC en Japó i altres països asiàtics i de l'est (de tal manera que els títols populars s'han portat obertament a consoles, i alguns fins i tot tenen manga i anime basats en ells). Molts (els quals pertanyen al gènere de la novel·la visual) són més una novel·la interactiva que un joc convencional, i com a tal tenen un focus més estret en la narrativa i més limitades característiques de trencaclosques que els seus contrapart occidentals. En comptes d'interfícies de text o de "apunta i clic", els jocs d'aventura japonesos són caracteritzats per l'ús de menú en pantalla per a tot, des de la interacció fins a la navegació, i les línies de la història generalment tenen un fort aspecte romàntic (amb els simuladors de cites sent la subcategoria principal del gènere). Els jocs clàssics de Policenauts i Snatcher de Konami van anar per molt temps, els jocs més altament considerats en aquest tipus de gènere en l'oest, i és solament molt recentment que van començar a ser llançats aquí en un nombre significatiu (particularment en la consola Nintendo DS, i amb títols de solució de misteris com les sèries Ace Attorney i Hotel Dusk). Les diferències culturals entre els jocs d'aventura occidentals i japonesos estan estretament relacionades amb les dels jocs de rol (és a dir, són més lineals).

### Altres aventures originals
Alguns jocs d'aventura s'han definit a si mateixos com "originals" perquè es van distanciar del gènere principal d'aventura i es van enfocar en altres elements. Ells són considerats únics perquè no es van convertir en gèneres.
- The Prisoner (Edu-Ware): Dissenyat per David Mullich. Aquest joc de 1980, basat lleugerament en la sèrie de televisió del mateix nom, va trencar a propòsit totes les convencions d'aventures basades text amb els seus abstractes "gràfics de text", melodies hipnòtiques, temes intel·lectuals, programa d'anàlisi conversacional, i procurant enganyar al jugador amb artificis com errors simulats del joc. La seva nova versió gràfica d'alta resolució de 1982, The Prisoner 2, era una burla dels jocs d'aventura clàssics com Colossal Cave Adventure i Mystery House.
- King's Quest VIII: The Mask of Eternity (Sierra): Encara que pogués ser etiquetat com un joc d'aventura-acció, KQ8 era difícil de definir perquè aquest gènere no era popular quan va ser llançat. En lloc de solament dependre de l'acció, va combinar molts altres elements, incloent-hi primera persona i vista de tercera persona sobre els muscles (l'últim similar a l'usat en Tomb Raider), endevinalles, diàleg, inventari i elements de RPG com un extens arsenal d'armes i experiència de recol·lecció.
- Hampstead i Terrormolinos (Melbourne House): Escrits per Trevor Lever i Peter Jones, a mitjans dels anys 1980, aquests jocs van introduir un nou element d'humor satíric als jocs aventura. Encara que Hampstead no va contenir cap gràfic, era una sàtira de l'escalada social del seu temps. Terrormolinos va requerir que el jugador sobrevisqués unes vacances families de dues setmanes a Espanya, i contenia simples gràfics a l'estil de Donald McGill amb què imitaven fotografies Polaroid 'desenvolupades' en pantalla.
- The Colonel's Bequest (Sierra): The Colonel's Bequest va contenir endevinalles i interacció amb articles i objectes com una aventura "ordinària", però el joc es va centrar sobretot en la comunicació amb altres personatges i l'obtenció de tanta informació com fos possible. El joc avançava quan el jugador estava present en certs moments i llocs que poguessin revelar informació sobre la trama i la història prèvia. La puntuació total seria assolida no només per solucionar endevinalles, sinó per percebre elements "sospitosos" com la relació entre els personatges, objectes que canvien de posició, o rastres d'informació sobre la identitat de l'assassí.
- Loom (Lucasfilm Games): Aquest joc va ser àmpliament aclamat com original i innovador, no solament a causa de la trama, sinó per tot el concepte. A diferència d'altres jocs d'aventura, aquest no tenia un inventari d'objectes físics ni trencaclosques que depenguessin en la combinació d'aquests objectes. A part d'accions bàsiques de moviment i accions per a examinar objectes, les úniques interaccions que el jugador tenia amb el món del joc va anar pel llançament de conjurs, que era realitzat per l'execució de notes musicals en certes seqüències.
- The Last Express (Br): Dissenyat per Jordan Mechner, el dissenyador de Prince of Persia. The Last Express es va diferenciar d'un joc d'aventura ordinari que va tenir lloc gairebé completament en temps real, el que significava que el jugador havia de prendre segones decisions dividides. Addicionalment, els personatges no jugadors eren semi-intel·ligents, i es movien al voltant en els seus propis horaris sense importar el progrés del jugador. El joc tenia lloc dintre dels límits atapeïts de l'Exprés d'Orient i va oferir algunes seqüències d'acció que no van requerir molta destresa per a completar. També, el joc principalment va mancar d'articles d'inventari i la major part del joc va requerir que el jugador avancés al parlar amb els altres passatgers i aprendre sobre les seves històries passades, en comptes de solucionar els trencaclosques tradicionals.

## Característiques comunes
Els jocs d'aventura, com RPGs, oferien característiques de "buscar i trobar/portar": per a avançar, el jugador ha d'ajudar a un personatge per a poder guanyar informació o un article important com recompensa. En jocs amb temàtica de fantasia, aquest personatge és sovint un salvador/curador o mag, i la recerca secundària és trobar els artefactes o articles, que amb freqüència són ingredients per a una poció. Des d'un punt de vista de programació, això permet que l'aventura sigui modelada com una màquina d'estat finit. En els jocs, les respostes als problemes usualment no són simples de veure, però el jugador ha d'usar la seva lògica per a descobrir o adonar-se de què ha de fer després. Per exemple, usualment un personatge no està disposat a donar la seva informació voluntàriament, però ha de ser convençut per a parlar, o donant-li una mica que ho beneficiarà.
Els jocs d'aventura han estat criticats perquè alguns adopten l'actitud de 'el fi justifica els mitjans'. En tals casos, el jugador ha d'obtenir un article d'algú, i l'única manera de progressar és distreure'l per a poder robar l'article. En contrast, no obstant això, molts jocs d'aventura tenen recerques o missions que impulsen al jugador a ajudar a uns altres; per exemple, ajudar a un esperit turmentat que busca ser alliberat, alliberant a un animal atrapat, o d'altra manera realitzant actes benèvols, actes abnegats o desinteressats. Amb freqüència, aquests personatges recompensaran al jugador posteriorment en el joc, sovint en un moment crític.
Els primers jocs d'aventura de vegades atrapen als jugadors en situacions d'atzucac on no es podia guanyar. Per exemple, si el jugador va passar per alt una clau (o un important article al principi del joc), el joc no podia ser acabat si més endavant ell es trobava atrapat en una cel·la. Amb freqüència tals jocs no acabaven en aquest punt, ja que el jugador no era matat; sense la indicació que un objecte vital havia faltat, el jugador sovint era reduït a intentar accions cada vegada més estranyes fins que finalment restaurava el joc a un punt anterior o sortia del joc completament. Un famós exemple d'una situació d'atzucac és la planta en "Return to Zork". AL principi del joc una planta pot ser obtinguda. La majoria dels jugadors solament prenen la planta, però descobriran més tard (molt més trigui) en el joc que la seva planta ha mort. Sense la planta el joc no pot ser acabat. El que ells hagueren d'haver fet era remoure curosament la planta, en vegada solament agafar-la. Naturalment, els jugadors rarament van trobar entretingut aquest tipus forma de jugar. Algunes companyies, incloent-hi LucasArts, deliberata i explícitament evitaven situacions d'atzucac en molts dels seus jocs. Encara que alguns puristes d'aventures van menysprear tals pràctiques de «simplificar els jocs per a les masses», amb el temps, més jocs van adoptar aquest acostament; fins i tot Sierra, que va ser infame per un temps per «castigar el jugador» despietadament, va abraçar eventualment el concepte. Alguns articles molt sovint tenien prominència en diversos jocs d'aventura, i tenen molts usos. Dos exemples són una corda i una palanca. En alguns jocs, certs articles són usats com a part de comèdies de repetició; per exemple sent usats en moltes situacions absurdes lluny del seu previst propòsit original, o articles que són aparentment inútils per a la major part del joc, com el pollastre de goma amb una corriola en el centre, en The Secret of Monkey Island, o la combinació d'un estenedor, una abraçadora, i un aneguet de goma amb un forat en ell, que, quan està posat entre l'abraçadora, pot fer-se que es contregui amb el temps, i agafar un cert article en The Longest Journey. Les situacions com aquestes han estat criticades, però tals crítiques han estat solament de menor importància.
Molts jocs gràfics d'aventura representen o fan referència a temes que d'altra manera serien censurats o tabús en un video o joc d'ordinador. Els jocs d'aventura estan situats en "sorres movedisses" (ex. Rise of the Dragon, Police Quest i Snatcher) que contindrien fragments de blasfèmia i inclourien representacions o al·lusions de temes sexuals madurs com prostitució i drogues il·lícites. Jocs d'aventura que depenien fortament en l'humor sovint van ser influenciats per sàtires i comèdies a l'estil de Monty Python (ex. Discworld, Blazing Dragons, The Adventures of Willy Beamish, The Secret of Monkey Island i Simon the Sorcerer).

## Exemples de videojocs d'aventura

### Videojocs d'aventura gràfics en una sèrie
- Broken Sword
- The Colonel's Bequest i la continuació The Dagger of Amon Ra
- Discworld i les seves continuacions Discworld 2 i Discworld Noir
- Gabriel Knight
- Gobliiins
- Indiana Jones
- The Journeyman Project
- King's Quest
- The Legend of Kyrandia
- Leisure Suit Larry
- The Longest Journey i la continuació Dreamfall
- Maniac Mansion i la continuació Day of the Tentacle
- Monkey Island
- Myst
- Phantasmagoria
- Police Quest
- Professor Layton
- RHEM i la continuació RHEM 2
- Sam & Max Hit the Road i les seves continuacions Sam & Max
- The 7th Guest i la continuació The 11th Hour
- Runaway: A Road Adventure i la continuació Runaway 2: The Dream of The Turtle
- La saga Sherlock Holmes: Mystery of the Mummy, Secret of the Silver Earring i The Awakened
- Shivers i la continuació Shivers 2: Harvest of Souls
- Simon the Sorcerer
- Space Quest
- Star Trek: 25th Anniversary (videojoc) i la continuació Star Trek: Judgment Rites
- Syberia i la continuació Syberia II
- Tex Murphy
- Zork (Return to Zork, Zork: Nemesis, Zork: Grand Inquisitor)

### Videojocs gràfics d'aventura individuals
- Lighthouse
- Beneath a Steel Sky
- The Black Cauldron
- The Bizarre Adventures of Woodruff and the Schnibble
- Blade Runner
- The Dig
- Dragon Riders: Chronicles of Pern
- Dust: A Tale of the Wired West
- Hopkins FBI
- Full Throttle
- Grim Fandango
- Loom
- Prisoner of Ice
- The Neverhood
- RAMA
- Sanitarium
- Snatcher
- The Last Express
- Titanic: Adventure Out of Time
- Toonstruck
- Torin's Passage
- Zak McKracken and the Alien Mindbenders
- Total distortion

### Videojocs d'aventura de només text
- Colossal Cave Adventure
- The Hitchhiker's Guide to the Galaxy
- Softporn Adventure
- Zork

### Videojocs d'aventura japonesos
- Ace Attorney
- Another Code: Two Memories
- Harukanaru Toki no Naka de
- Hotel Dusk: Room 215
- Muv-Luv
- Policenauts
- Tokimeki Memorial